# Осада Белгорода Киевского (1161)
Осада Белгорода Киевского (1161) — неудачная попытка Изяслава Давыдовича выбить Мстиславичей с киевской земли, закончившаяся гибелью Изяслава.
Зимой 1160/61 годов Изяслав в третий раз занял Киев и осадил Белгород, в котором оборонялись Ростислав смоленский, Ярослав и Ярополк Изяславичи волынские.
На помощь осаждённым шёл Мстислав Изяславич с Владимиром Андреевичем, Василько Юрьевичем и галицкой помощью. После вступления половцев Изяслава в контакт с чёрными клобуками Изяслав получил весть о приближении противника, снял осаду и начал отступление, но был настигнут чёрными клобуками и убит. Его воеводы Шварн и Милятич были взяты в плен.